# Préférences (album)
Pour les articles homonymes, voir Préférences.
Albums de Julien Clerc
Aime-moi
(1984) Les Aventures à l'eau
(1987)
Préférences est un album compilation de Julien Clerc, sorti en 1985.

## Titres
1. Cœur de rocker
2. La Fille aux bas nylon
3. Ma préférence
4. Quand je joue
5. Partir
6. Jaloux de tout
7. Travailler c'est trop dur
8. Ballade pour un fou (loco loco)
9. Lili voulait aller danser
10. Mélissa
11. Si on chantait
12. Respire
13. Ce n'est rien
14. Elle voulait qu'on l'appelle Venise
15. This Melody
16. Femmes, je vous aime